# 希望号 (船只)
希望號是綠色和平的船隻，於1984年建造，在綠色和平營運之前，是俄羅斯海軍的滅火輪。它於2000年再度投入運作，在2002年被綠色和平網站的訪客們命名為雅絲貝蘭莎（Esperanza，即西班牙文中希望的意思）。希望號配備有直升機停機坪及6艘橡皮艇，方便在公海進行攔截和偵測活動，例如阻截大型漁船過度捕捉鯨魚及吞拿魚等瀕危海洋生物。
- 船籍港：荷蘭阿姆斯特丹
- 原名： Echo Fighter
- 起租日： 2000年
- 臥鋪數目： 33
- 救生艇數： 2艘大型硬殼船與4艘小型充氣船
- 船載直升機能力： 有
- 船類型： 探險與研究
- 無線電臺呼號： PD 6464
- 製造年份與地點： 1984年波蘭格但斯克
- 噸位： 2,076 BRT
- 長度： 72.3公尺
- 寬度： 14.3公尺
- 吃水深： 4.7公尺
- 最大速度： 14 節
- 主引擎： 5.876 馬力, 2*2.938 馬力 Sulzer V12

## 參照
- 綠色和平
- 彩虹勇士號
- 極地曙光號（英语：MV Arctic Sunrise）
- 黃色物體號（英语：Yellow Thing），一艘可以在海平面拖網取樣的小船

## 外部連結

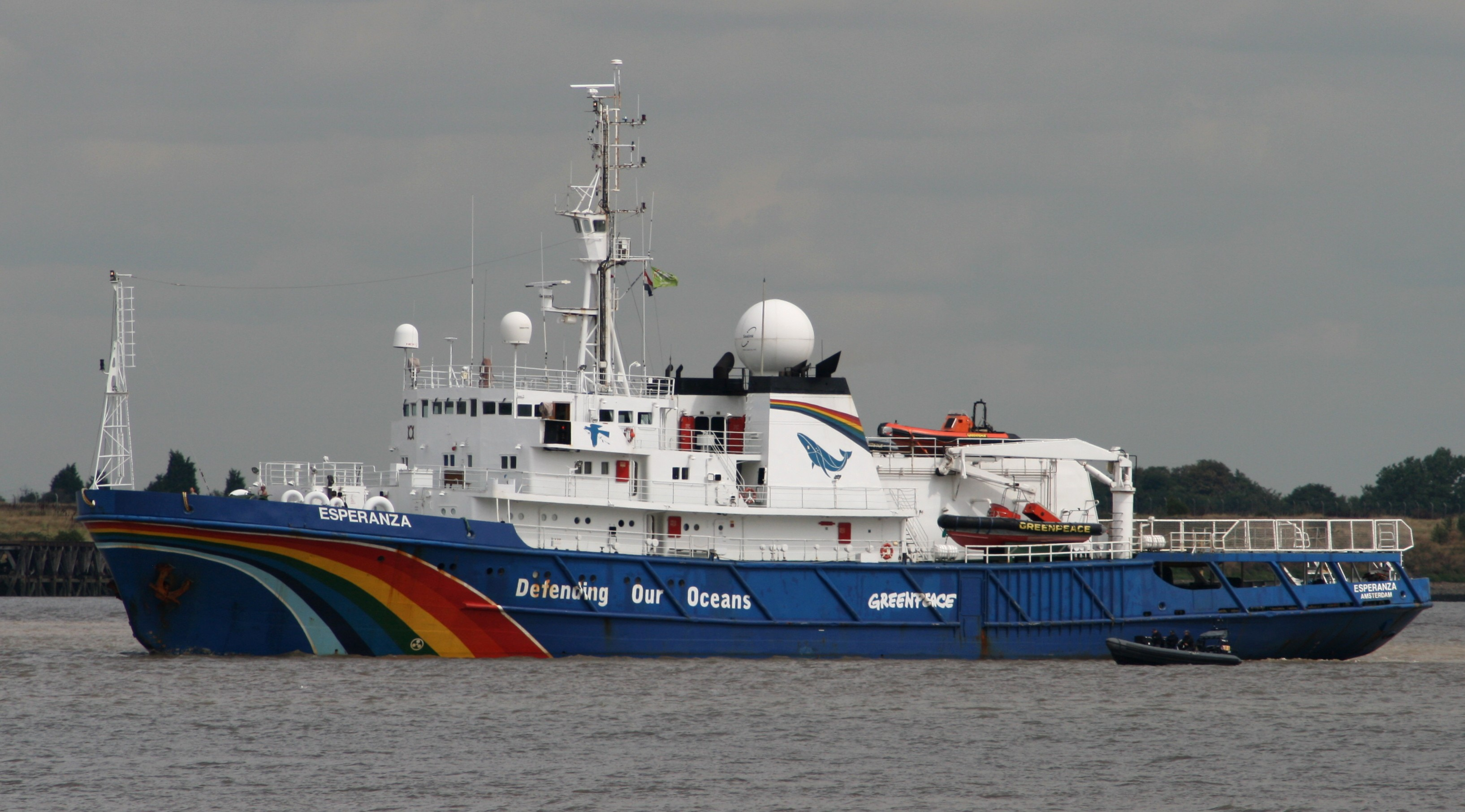
希望號於英國倫敦

- （中文）希望號(The Esperanza) （页面存档备份，存于） 於 綠色和平中文網站 （页面存档备份，存于）
- （英文） Greenpeace's Esperanza page
- （英文） 希望號的短片 (Quicktime) （页面存档备份，存于）